# الخوف الكبير
كان الخوف الكبير أو الخوف العظيم (بالفرنسية: Grande Peur) حالة ذعر عام امتدت من 22 يوليو إلى 6 أغسطس 1789، مع بداية الثورة الفرنسية. وكانت الاضطرابات الريفية قائمة في فرنسا منذ تفاقم نقص الحبوب في الربيع. وغذّت شائعات عن "مؤامرة مجاعة" دبرها الأرستقراطيون لتجويع السكان أو إحراقهم، حشد الفلاحون وسكان المدن في العديد من المناطق.
ردًا على تلك الشائعات، تسلّح الفلاحون الخائفون دفاعًا عن أنفسهم، وفي بعض المناطق هاجموا قصورًا. تباينت مضمون الشائعات. ففي بعض المناطق، ساد الاعتقاد بأن قوة أجنبية تحرق المحاصيل في الحقول، وفي مناطق أخرى، بأن لصوصًا يحرقون المباني. وكان الخوف من ثورة الفلاحين عاملًا مساهمًا في إلغاء النظام الإقطاعي في فرنسا من خلال مراسيم أغسطس.

## الأسباب
وقد أثبت المؤرخ الفرنسي جورج ليفبفر أن الثورة في الريف يمكن متابعتها بتفاصيل مذهلة. وكانت للثورة أسباب اقتصادية وسياسية سبقت أحداث صيف عام 1789. كما علق ليفبفر، "لجعل الفلاحين ينهضون ويثورون، لم تكن هناك حاجة للثورة الفرنسية، كما اقترح العديد من المؤرخين: عندما جاء الذعر كان الفلاح قد نهض بالفعل وخرج". 
يمكن إرجاع الاضطرابات الريفية إلى ربيع عام 1788، عندما هدد الجفاف احتمال الحصاد القادم. كانت المحاصيل ضعيفة بالفعل منذ ثوران بركان لاكي الهائل في أيسلندا عام 1783. كما أدت العواصف والفيضانات إلى تدمير جزء كبير من الحصاد خلال فصل الصيف، مما أدى إلى انخفاض الرسوم الإقطاعية والتخلف عن سداد الإيجارات. تسبب الصقيع والثلوج في إتلاف الكروم وتدمير بساتين الكستناء والزيتون في الجنوب. أصبح التشرد مشكلة خطيرة في الريف، وفي بعض المناطق، مثل فرانش كونتيه في أواخر عام 1788، تجمع الفلاحون للقيام بعمل جماعي ضد السادة الإقطاعيين. تقول المؤرخة ماري كيلبورن ماتوسيان أن أحد أسباب الخوف الأعظم كان استهلاك فطر الإرغوت، وهو فطر مهلوس. في سنوات الحصاد الجيد، يتم التخلص من الجاودار الملوث بالإرغوت، ولكن عندما يكون الحصاد ضعيفًا، لا يستطيع الفلاحون أن يكونوا انتقائيين إلى هذا الحد. 

## تطور
بدأ الذعر في فرانش كونتيه، ثم انتشر جنوبًا على طول وادي الرون إلى بروفانس، وشرقًا نحو جبال الألب، وغربًا نحو وسط فرنسا. وفي نفس الوقت تقريبًا، بدأت حالة من الذعر في روفيك، جنوب بواتييه، وامتدت إلى جبال البرانس، باتجاه بيري وإلى أوفيرن. وتحولت الانتفاضة إلى حالة من الخوف الشديد، حيث أخطأ سكان القرى المجاورة في اعتبار الفلاحين المسلحين قطاع طرق.
أثناء هجمات الفلاحين على ممتلكات النبلاء الإقطاعيين وممتلكات الأديرة، ورد أن هدفهم الرئيسي كان العثور على الوثائق التي تمنح اللوردات امتيازاتهم الإقطاعية على الفلاحين وتدميرها، وحرقها.  وفي بعض الحالات، تم حرق القصور مع الوثائق. وتشير التقارير إلى أن مئات من القصور قد أحرقت بهذه الطريقة، إلا أن المنازل التي أحرقت كانت مملوكة لأقلية من الذين تعرضوا للهجوم، ولم يكن هناك أي نهب عشوائي.  في أغلب الحالات، غادر الفلاحون ببساطة عندما تم تدمير رسائل الامتيازات الإقطاعية، بدلاً من حرق المنزل.  كان أفراد الطبقة الأرستقراطية يفرون عادة من قلاعهم ونادرًا ما يتعرضون للعنف، حيث يتم تحديد أماكنهم من قبل الميليشيات التي يتم إرسالها لإعادة النظام بعد نهاية الانتفاضة.  ومن بين هؤلاء الأرستقراطيين الذين وقعوا في قبضة الفلاحين، أُجبر معظمهم على ترك ممتلكاتهم؛ وأفادت التقارير أن أقلية منهم تعرضت لسوء المعاملة مثل الضرب والإذلال؛ وفي ثلاث حالات قُتل أصحاب الأراضي. 
على الرغم من أن الخوف الأعظم يرتبط عادة بالفلاحين، فإن جميع الانتفاضات كانت تميل إلى إشراك جميع قطاعات المجتمع المحلي، بما في ذلك بعض المشاركين من النخبة، مثل الحرفيين أو المزارعين الأثرياء. في كثير من الأحيان كان من الممكن أن تستفيد البرجوازية من تدمير النظام الإقطاعي بقدر ما استفاد منه الفلاحون الفقراء. 
على الرغم من أن المرحلة الرئيسية من الخوف الكبير قد تلاشت بحلول شهر أغسطس، إلا أن انتفاضات الفلاحين استمرت حتى عام 1790 ولم تترك سوى مناطق قليلة من فرنسا (وخاصة الألزاس ولورين وبريتاني) دون مساس.  ونتيجة للخوف الكبير، في 4 أغسطس 1789، ألغت الجمعية الوطنية رسميًا النظام الإقطاعي، بما في ذلك الحقوق الإقطاعية، في محاولة لتهدئة الفلاحين ومنع المزيد من الاضطرابات الريفية.  وقد أدى ذلك في الواقع إلى اضطرابات عامة بين النبلاء الفرنسيين.

## مقارنة مع ثورات الفلاحين السابقة
لم تكن ثورات الفلاحين، مثل انتفاضة جاكيري في القرن الرابع عشر وثورات كروكان في القرن السابع عشر، غير شائعة في فرنسا. يخلص إيف ماري بيرسيه، في كتابه "تاريخ ثورات الفلاحين"، إلى أن "ثورات الفلاحين التي اندلعت بين عامي 1789 و1792 كانت تشترك في كثير من السمات مع نظيراتها في القرن السابع عشر: إجماع المجتمع الريفي، ورفض الضرائب الجديدة التي لم يعتادوا عليها، وتحدي سكان المدن الأعداء، والاعتقاد بأنه سيكون هناك إعفاء عام من الضرائب، وخاصة عندما قرر الملك عقد اجتماع عام للطبقات. ورغم كل ما يوحي به التاريخ السياسي لتلك الفترة، فإن اضطرابات الفلاحين في بداية الثورة الفرنسية لم تحيد عن الثورة المجتمعية النموذجية في القرن السابق". 
وكان السبب المعتاد للعنف الطائفي هو "هجوم من الخارج على المجتمع ككل". سواء كان الغريب هو أولئك الذين يستفيدون من أسعار الخبز المرتفعة بشكل غير عادل، أو قطاع الطرق المارقين، أو السحرة أو القضاة الذين يسيئون استخدام السلطة.  يبدو للوهلة الأولى أن هذا القول عن انتفاضات القرنين السادس عشر والسابع عشر ينطبق بنفس القدر على الخوف الأعظم الذي حدث عام 1789. ومع ذلك، كان أحد الجوانب المميزة لهذا الأخير هو الخوف من وجود شخص غريب غامض في بداية الاضطرابات.
لم يكن من السهل تحديد ما إذا كان اللصوص إنجليزًا أو من سكان بيدمونت أو مجرد متشردين، وعندما انتشر الخوف الأعظم إلى أوسع نطاق له، أصبح نظامًا إقطاعيًا وليس شخصًا محددًا أو مجموعة موجهة إليها عداوته. ولم تكن الثورات السابقة تخريبية، بل كانت تتطلع إلى العصر الذهبي الذي تمنى المشاركون في الثورة عودته. وقد تم إثبات صحة النظام الاجتماعي السياسي ضمناً من خلال نقد التغييرات الأخيرة لصالح التقاليد والعادات.  لقد فتحت كتب المظالم الباب أمام رأي الشعب للتأثير بشكل مباشر على الظروف والسياسات، وكان الخوف الأعظم دليلاً على هذا التغيير.
كان الفارق الأكثر وضوحا بين الخوف الأعظم في عام 1789 والثورات الفلاحية السابقة هو نطاقها. انتشرت الاحتجاجات من حوالي نصف دزينة من النوى المنفصلة في جميع أنحاء الريف، ووجدت فرنسا كلها تقريبا نفسها في حالة من الفوضى الريفية. في القرنين السادس عشر والسابع عشر، كانت الثورات تقتصر دائمًا تقريبًا على حدود مقاطعة واحدة.  ويعكس هذا التغيير في الحجم مدى السخط الاجتماعي على النظام الحكومي بأكمله (وعدم فعاليته)، وليس على أي شيء خاص بمنطقة محددة. وكما يزعم تاكيت، فإن المظهر المحدد للخوف من قطاع الطرق (من هم وما الذي من المرجح أن يهاجموه) ربما كان مشروطاً بالسياقات المحلية، ولكن حقيقة أن قطاع الطرق كان يُنظر إليهم باعتبارهم تهديداً حقيقياً للفلاحين في جميع أنحاء البلاد في مجموعة واسعة من السياقات المحلية تشير إلى اضطراب أكثر منهجية.
إن مقارنة تمردات كروكانت مع الخوف الأعظم في عام 1789 تكشف عن بعض أوجه التشابه والاختلاف الرئيسية. من عام 1593 إلى عام 1595، ثارت مجموعات من الفلاحين في ليموزين وبيريغور ضد القوات المسلحة التي احتلت الريف وجمعوا الأموال عن طريق فرض الضرائب والفدية. في سلسلة من الجمعيات، عمل الكروكوانتس، كما أطلق عليهم بشكل مهين، على وضع خطة عسكرية للعمل وطردوا بنجاح الحاميات من أراضيهم. وبررت الرسائل المتبادلة بين تلك التجمعات مقاومتهم المسلحة باعتبارها معارضة للمطالبات غير العادلة بممتلكاتهم. وعندما استقر الوضع السياسي الفوضوي بتتويج هنري الرابع، انتهت الثورات، وحصل الفلاحون في نهاية المطاف على التخفيض الضريبي الذي طالبوا به في وقت سابق. كان لدى الكروكوانتس أهداف محددة وحققوها. ولكن لا يمكن قول الشيء نفسه عن المشاركين في الخوف الأعظم عام 1789، والذي انكسر مع نمط آخر نموذجي لثورات الفلاحين في القرون السابقة. واستمر الذعر لأكثر من بضعة أسابيع، وحدث خلال الأشهر الأكثر كثافة في العمل. كان العنف الطائفي مجرد تكتيك واحد من بين العديد من التكتيكات المستخدمة في مقاومة العدو، وفي القرنين السادس عشر والسابع عشر، كان الفلاحون، مستفيدين من تراث العدالة الطائفية، قد يثورون لمنع إغلاق مساحة الرعي الجماعية مثل المستنقع للمطالبة بخفض أسعار الخبز أو التهرب من الضرائب. لكن في عهد لويس الرابع عشر، أصبحت الثورة الشعبية خياراً أقل جدوى للإصلاح، حيث أصبحت الدولة أكثر قدرة على الاستجابة للتمرد ومعالجة العديد من القضايا التي كانت في قلب ثورات الفلاحين. أدت الإصلاحات في البنية العسكرية إلى منع الجنود الفرنسيين من نهب الأراضي الفرنسية، ولم يتم خوض صراع مسلح مع قوى أخرى في الداخل. وهكذا كان التهديد الذي تشكله قطاع الطرق المتجولون مؤثراً بشكل خاص، وهو ما استحضر حقبة من الفوضى التي نجحت الملكية الفرنسية في مواجهتها في السنوات السابقة.
كان هناك الكثير من القواسم المشتركة بين الفلاحين في الخوف الكبير عام 1789 والفلاحين في ثورات القرنين السادس عشر والسابع عشر، ولكنهم كانوا قابلين للتغيير والتأثر بتجربة حكم بوربون وتفككه اللاحق. وبدون وجود نظام ملكي أو حكومة بديلة لإدارة وحماية الشعب، أصبح الحصاد، وبالتالي الحياة نفسها، في خطر شديد.

## ملحوظات
1. ↑  Merriman 1996، صفحة 481.
2. ↑  Lefebvre 1973، صفحة 121.
3. ↑  Matossian, Mary Kilbourne, Poisons of the Past: Molds, Epidemics, and History. New Haven: Yale, 1989 (reedited in 1991) (ردمك 0-300-05121-2)
4. ↑  Lefebvre 1973، صفحة 118.
5. 1 2 3 4  Lefebvre 1973، صفحة xi.
6. ↑  Doyle 2002، صفحات 114–115.
7. ↑  Albert Goodwin, The French Revolution, London: Hutchinson Univ. Library, 1970 ed, 71. (ردمك 0-09-105021-9).
8. ↑  Merriman 1996، صفحة 482.
9. ↑  Bercé 1990، صفحة 339.
10. ↑  Bercé 1990، صفحة 39.
11. ↑  Bercé 1990، صفحة 332.
12. ↑  Bercé 1990، صفحة 322.

## روابط خارجية
- الحرية والمساواة والإخاء: استكشاف الثورة الفرنسية – القضايا الاجتماعية للثورة الفرنسية نسخة محفوظة 28 June 2011 على موقع واي باك مشين.